# Бондаренко Сергій Анатолійович
Сергій Анатолійович Бондаренко (24 березня 1957, Торез, Донецька область) — Президент та Голова Наглядової Ради Групи Компаній «ЛІГА».

## Освіта
У 1980 році закінчив Національний технічний університет «Харківський політехнічний інститут» за спеціальністю «Автоматизовані системи управління».
Протягом 1983—1986 років навчався в аспірантурі Інституту кібернетики АН УРСР, у 1988 році захистив дисертацію та отримав науковий ступінь кандидата технічних наук.

## Кар'єра та наукова діяльність
1980—1983 — працював програмістом у системі Міністерства водного господарства України над створенням автоматизованих систем управління комплексами зрошувальних систем та математичного моделювання систем управління поливами.
1983—1989 рр. — аспірант та науковий співробітник у Інституті кібернетики АН УРСР, працював над розробкою оригінальної системи автоматичного генерування програм на основі алгоритмів обробки інформації, викладених на звичайних (природних) мовах програмування; при цьому і природна мова, і штучна мова програмування розглядалися як дві знакові системи різної ступені складності. Генерація програмного коду виконувалась як відображення алгоритму з більш складної знакової системи (природної мови) до більш примітивної знакової системи (мови програмування). Розробки проводились з використанням відомих на той час методів штучного інтелекту у сфері обробки неструктурованих текстів на природних мовах.
У 1991 році Сергій Бондаренко разом із дружиною Мариною Бондаренко та її батьком Володимиром Егіпко заснували Інформаційно-Аналітичний центр «ЛІГА».
У 1992 під керівництвом Сергія Бондаренка була розроблена система «Комп'ютерна правова бібліотека ЗАКОН», яка почала обробляти та накопичувати нормативно-правові акти України практично одночасно із набуттям незалежності Україною. При розробці цієї системи були застосовані наукові доробки в частині створення надвеликих баз даних для пошуку та аналізу неструктурованої текстової інформації. Зокрема, саме для нормативної інформації були розроблені унікальні текстові формати, котрі дозволили зберігати всі змінені фрагменти кожної редакції нормативно-правового акту та відстежувати зв'язки між ними при відображенні та перегляді інформації (права на цей метод захищені патентом на винахід № 33950 Ф від 15.02.2001 року).
У 1997 році Інформаційно-Аналітичний центр «ЛІГА» отримав перший в історії України сертифікат відповідності міжнародному стандарту ISO/IEC 12119:1194 і ДСТУ 2850—1994 (№UA1.НТН.12458-97 від 8.09.1997), а в 1999 році — сертифікат відповідності системи якості виробництва та супроводу інформаційно-програмних продуктів вимогам міжнародного стандарту ISO-9001 (№UA2.002.057 від 12.02.1999 року).
У 1999 році Сергій Бондаренко очолив розробку архітектури Єдиного державного реєстру нормативно-правових актів, а в 2002 році Інформаційно-Аналітичний центр «ЛІГА» набув статус Технічного адміністратора цього реєстру.
У 2000 році з ініціативи Сергія та Марини Бондаренко була заснована служба новин. Згодом ця служба новин перетворилася на інформаційне агентство «ЛІГАБізнесІнформ», яке запровадило загальновідомий в Україні ресурс ЛІГА.net.
У 2002 році спільно із Міністерством юстиції було завершено первинне формування Єдиного державного реєстру нормативно-правових актів на основі даних з системи ЛІГА:ЗАКОН. За керівництво цим процесом Сергій Бондаренко був відзначений нагородою «Знак пошани» Міністерства юстиції України.
У 2007 році всі активи, якими володіли члени родини Бондаренко були об'єднані в Групу компаній «ЛІГА», співзасновниками якої стали Сергій, Марина, Дмитро та Михайло Бондаренко. Сергій Бондаренко став Президентом та Головою Наглядової Ради Групи компаній «ЛІГА».
Протягом 2007—2014 років Сергій Бондаренко ініціював та організував розробку низки програмно-інформаційних продуктів для компанії ЛІГА:ЗАКОН. Зокрема, під його методологічним керівництвом були випущені такі інноваційні продукти як система аналізу судових рішень «Вердиктум», консультаційні системи для бухгалтерів «Підказка» та «БУМ», електронні видання «Сейчас», «Бухгалтер і закон», «Юрист і закон», системи моніторингу «Контрагент» та «SMS-Маяк».
У 2014—2016 роках Сергій Бондаренко став співзасновником компаній «Соціонет» та «Semantrum», які зосередилися на розробці систем медіа-моніторингу WEB-простору, соціальних мереж та традиційних ЗМІ (телебачення, радіо, преса). За його участі була розроблена система «Semantrum», яка збирає та аналізує текстову інформацію на десяти мовах, автоматично визначаючи іменовані сутності (персони, бренди, назви компаній та організацій, Географічні об'єкти тощо), проводить автоматичний сентімент-аналіз (визначення тональності висловлювань щодо виділених об'єктів), забезпечує автоматичне сюжетування та виділення трендів в інформаційних потоках, формує інтерактивні аналітичні дашборди. Робота системи «Semantrum» забезпечується оригінальними евристичними алгоримами у комбінації із найсучаснішими методами штучного інтелекту та машинного навчання.
Сьогодні[коли?] Група Компаній «ЛІГА» на чолі з Сергієм Бондаренко об'єднує 13 інноваційних бізнесів, що працюють у 23 напрямках.
Крім того, Сергій Бондаренко бере участь у роботі Асоціації власників сімейного бізнесу, яка є українським чаптером міжнародної організації The Family Business Network.

## Захоплення
Спорт, музика, подорожі та штучний інтелект.[джерело?]